# Никола Корчев (скулптор)
 Тази статия е за скулптора Никола Корчев.  За спасителя на Самарското знаме вижте Никола Корчев (опълченец).  
Никола К. Корчев е български скулптор и алпинист, сродник на опълченеца, спасил Самарското знаме – Никола Корчев

## Биография

### Образование и професионална кариера
Роден е през 1931 г. Завършва Висшия институт за изобразително изкуство „Николай Павлович“ със специалност „Декоративно-монументална скулптура“ през 1964 година. До 1977 г. е редовен сътрудник на Българската национална телевизия – редакция „Спортен екран“. Фоторепортер и редовен сътрудник на сп. „Турист“, вестник „Ехо“, сп. „Наша родина“ и други издания.
От 1978 до 1991 г. е преподавател по изобразителни изкуства в Професионална гимназия по каменообработване в село Кунино. Негови ученици са Анатоли Монов, Атанас Стоянов, Арсен Минков, Георги Танев, Евгени Карталов, Емил Георгиев, Константин Станоев, Марио Николов, Мартин Петров, Първолета Кръстева, Серьожа Стефанов, Стефка Николова. Член е на кръжок „Поезия“ при читалище „Христо Ботев“ в гр. Роман.

### Занимания с алпинизъм
Никола Корчев е един от най-добрите български алпинисти от 50-те и 60-те години на XX век. Той е човекът, осъществил първото соло изкачване на Северната стена на Мальовица през 1956 г. За това постижение обаче получава от институциите не признание, а упреци, че е несъвместимо със съветския опит и постановка, че алпинизмът е колективен спорт. Осъществява и много други трудни премиерни изкачвания, между които също по тази стена – тур „Камините“ (1954 г. с Михаил Угляров и 1955 продължение с Радко Бреянов), впоследствие значително изменен поради голям каменопад, както и първите зимни изкачвания на Злия зъб – тур „Варника“ (с Борис Ширков, 1957 г.) и на Елени връх (с Радко Бреянов).
През 1957 г. Никола Корчев, Симеон Симов и Младен Чакъров правят първото цялостно преминаване на Южния Джендем под връх Ботев – в продължение на осем дни (от 28 юли до 4 август) те успяват да преминат по течението на Джендемската река от изворите ѝ до Кьоравите мостове, където тя се влива в р. Бъзовица и откъдето започват овчарските пътеки. През 1961 г. е технически ръководител на групата от 11 души, която първа проучва основно Северния Джендем (18 – 26 септември). Тези експедиции Никола Корчев описва в книгата си „Из Джендема“ (1962 г.).
През 1962 г. заедно с Елена Пъдарева прави първия опит за проникване в пещерата Дяволското гърло при с. Триград. Достигат до Голямата зала на пропастта, след което правят опит да продължат надолу по пътя на реката. Недостигът на екипировка, както и липсата на опит осуетяват по-нататъшното проникване в пропастта.
През 1974 г. е заснет 22-минутният филм „Българи на Олимп“ за покоряването на Митикас от група български алпинисти начело с Никола Корчев. За последен път филмът е показан на 15 ноември 2004 г. в Полския институт в София на първата „Панорама на български планинарски филми“.
Никола Корчев е учител на следващите поколения алпинисти. Тях той учи не само да катерят, но и да обичат и уважават планината. Казва, че „Планината не се покорява. Тя или те допуска, или не“. На него те наричат турове и посвещават спортни събития.
През 1964 г. му е дадено званието „Майстор на спорта по алпинизъм“. Катери до късни години; през 1998 г., на 67 г. преминава отново Северната стена на Мальовица, при това водейки третото въже, а за 70-ия си рожден ден се изкачва отново по тур „Камините“.